# Collège Stanislas de Paris

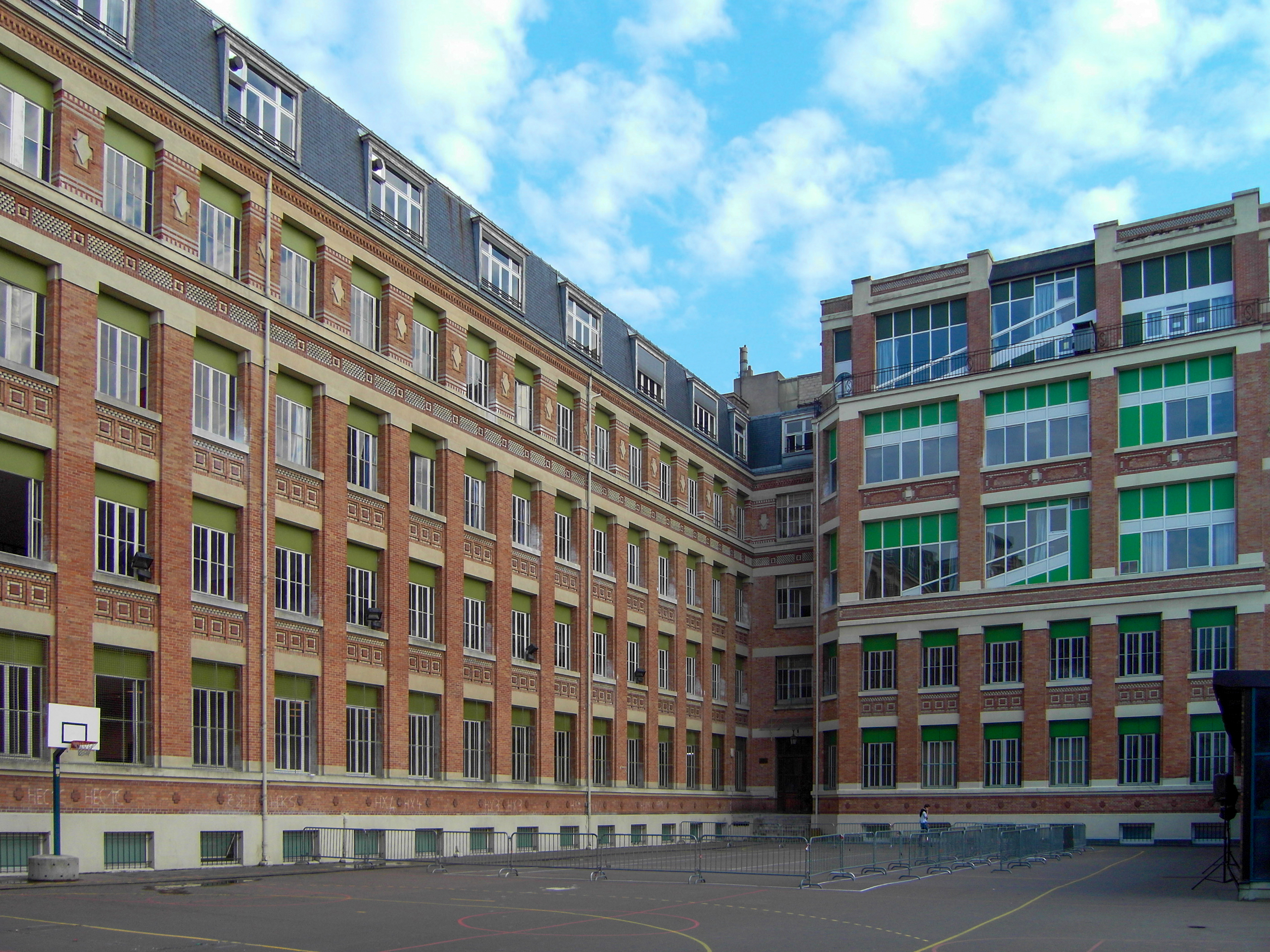
Collège Stanislas de Paris.

Collège Stanislas de Paris är en mycket selektiv privat katolsk skola i Paris, belägen på Rue Notre-Dame-des-Champs i Paris sjätte arrondissement.
Den har mer än 3 000 elever, från förskola till förberedande klasser (klasser för att förbereda eleverna att gå in i de stora elitskolorna som École Polytechnique, CentraleSupélec, ESSEC Business School, ESCP Business School och HEC Paris), och är den största privata skolan i Frankrike. Stanislas anses vara en av de mest prestigefyllda franska skolorna.
Skolan rankades först 2019 för gymnasiet.